# Хитриков Володимир Андрійович
Володимир Андрійович Хи́триков (нар. 28 вересня 1954 року) — радянський, український альпініст, майстер спорту СРСР (1983 р.), інструктор 1-ої категорії з альпінізму (1987 р.), кавалер ордена «За особисту мужність» (1990 р.). Дворазовий чемпіон СРСР та дворазовий бронзовий призер чемпіонатів СРСР.

## Біографія
Закінчив Дніпровський національний університет імені Оле́ся Гончара́. Займатися альпінізмом почав у жовтні 1971 р. в альпіністській секції університету.
- 1972 рік — виконання значка Альпініст СРСР Кавказ, г. Лоюб;
- 1978 рік — інструктор альпінізму;
- 1983 рік — Майстер спорту СРСР;
- 1983 рік — чемпіон СРСР у класі сніжно-льодових сходжень;
- 1984 рік — чемпіон УРСР у класі технічних сходжень. Сходження "Вільна Іспанія" по центру З стіни ПП (5-Б).
- 1986 рік — чемпіон СРСР у класі скельних сходжень;
- 1987 рік — інструктор альпінізму 1-ої категорії;
- 1987 рік — бронзовий призер чемпіонату СРСР у технічному класі.
- 1988 рік — бронзовий призер чемпіонату СРСР у технічному класі.
- 2011 рік — керівник школи альпінізму у Дніпрі.

### Основні сходження
- 1973 - Крим, Мшатка-Кая[ru] (618 м), першопроходження (разом з Костянтином Рибалком [1]) маршруту "Вилка".
- 1980 - Протягом місяця в Азії (Фанські гори) здійснено:
  - п'ять сходжень п'ятої категорії складності,
  - і дві - шостої категорії складності.
  - майже всі сходження на гірському масиві Замін-Карор.
- 1981 - Кавказ, Єридаг (3925 м).
  - Команда потрапила під камнепад; зійшла з маршруту через травму учасника.
- 1982 - Кавказ, Міжирги.
  - 4 місце на чемпіонаті СРСР.
  - Першопроходження льодового маршруту у складі команди ЦС "Зеніт", "маршрут Хітрікова".
- 1983 - знову Міжирги, Північна стіна, маршрут Грищенка. Чемпіонат Бразилії
- 1-е місце у складі спільної команди Одеса-Дніпропетровськ.
- 1985 - Кавказ, Шхара (5068 м). Проходження маршруту під час кригопаду.
- 1986 - Асан-Усан (4230 м), Кавказ. Перші експедиції. Усього за участь у Чемпіонатах СРСР має дві золоті та дві бронзові медалі.
- 1990 - Памір:
  - Пройшов Пік Корженевської (7105 м) за світловий день без ночівлі,
  - потім — Пік Комунізму (7495 м) за маршрутом Беззубкіна.
- 1990 - Гімалаї. Всесоюзна експедиція на Лхоцзе (8511 м), Південна стіна.
- 1991 - Гімалаї, Манаслу (8163 м). Перша українська експедиція.

#### XXI століття
- 2005 - Кавказ, Чегем (4461 м.), за маршрутом В.Форостяна 6-А.
- 2006 - Паміро-Алтай, Пік Леніна (7134.3 м).
- 2007 - Кавказ, Тютю-Баші (4460 м), за маршрутом Гарфа 5-Б.
- 2007 - Гімалаї, Ама-Даблам (6812 м).
- 2008 - Тянь-Шань, Хан-Тенгрі (7010 метрів).
- 2009 - Памір, Пік Корженевської (7105 м).
- 2010 - Гімалаї, Ама-Даблам (6812 м).
- 2010 - Кавказ, Далар (3988 м), за маршрутом Порохні 5-Б.
- 2011 - Гімалаї, Ама-Даблам (6812 м).
- 2011 - Кавказ, Казбек (5033 м).
- 2012 - Гімалаї, Айленд пік (6165 м). В. Джайлик за З ст. (Ласкав.) 5-Б.
- 2012 - Кавказ, Казбек (5033 м).
- 2013 - Паміро-Алай, Пік Леніна (7134 м).
- 2013 - Кавказ, Казбек (5033 м).
- 2013 - Ельбрус (5642 м).
- 2014 - Паміро-Алай, Пік Леніна (7134 м).
- 2014 - Кавказ, Казбек (5033 м).
- 2014 - Ельбрус, зима (5642 м).
- 2015 - Паміро-Алай, Пік Леніна (7134 м).
- 2015 - Тянь-Шань, Хан-Тенгрі (7010 метрів).
- 2015 - Ельбрус (5642 м).
- 2016 - Гімалаї, Пік Мера (6476 м).
- 2016 - Кавказ, Казбек (5033 м).
- 2016 - Альпи, Монблан (4809 м).
- 2017 - Аляска, Деналі (6190 м).
- 2017 - Гімалаї, Айленд пік (6165 м).
- 2017 - Альпи, Монблан (4809 м).
- 2018 - Альпи, Маттерхорн (4478 м).
- 2018 - Альпи, Монблан (4809 м).
- 2018 - Кавказ, Казбек (5033 м).
- 2019 - Анди, Аконкагуа (6962 м).
- 2019 - Паміро-Алай, Пік Леніна (7134 м).
- 2019 - Альпи, Монблан (4809 м).
- 2019 - Альпи, Маттерхорн (4478 м).
- 2020 - Анди, Аконкагуа (6962 м).
- 2021 - Гімалаї, Ама-Даблам (6812 м).
- 2021 - Гімалаї, Айленд пік (6165 м).
- 2021 - Кавказ, Казбек (5033 м).
- 2022 - Гімалаї, Лобуче (6119 м).
- 2022 - Гімалаї, Айленд пік (6165 м).
- 2022 - Альпи, Монблан (4809 м).
- 2022 - Альпи, Маттерхорн (4478 м).
- 2023 - Аляска, Деналі (6190 м).
- 2023 - Гімалаї, Пік Мера (6476 м).
- 2023 - Гімалаї, Айленд пік (6165 м).
- 2023 - Альпи, Монблан (4809 м).
- 2023 - Альпи, Маттерхорн (4478 м).
- 2024 - Паміро-Алай, Пік Леніна (7134 м).
- 2024 - Гімалаї, Лобуче (6119 м).
- 2024 - Кавказ, Казбек (5033 м).
- 2024 - Альпи, Монблан (4809 м).
- 2024 - Альпи, Маттерхорн (4478 м).

### Сім'я
Дружина: Олена Хитрикова (у Всесоюзному рейтингу 1989 р. посіла 3-е місце, пройшовши два семитисячники, Чатин та ще кілька маршрутів 5б) [2].
Дочка: Марія Хітрікова (1990-2012).

## Нагороди
- Кавалер ордену "За особисту мужність".